# Stazione di Inariyama-kōen
La stazione di Inariyama-kōen (稲荷山公園駅?, Inariyama-kōen-eki) è una stazione ferroviaria della città di Sayama, situata nella prefettura di Saitama, in Giappone. La stazione è servita dalla linea Seibu Ikebukuro delle Ferrovie Seibu.

## Strutture e impianti
La stazione possiede due marciapiedi laterali con due binari passanti in superficie. Il secondo marciapiede è collegato al lato stazione da un sovrappassaggio.

I binari sono così utilizzati:
| 1 | ● Linea Seibu Ikebukuro | per Hannō e Seibu-Chichibu |
| 2 | ● Linea Seibu Ikebukuro | per Tokorozawa, Nerima, Ikebukuro e - Shin-Kiba via Linea Yūrakuchō - Shibuya via Linea Fukutoshin (prosecuzione per Yokohama via linea Tōkyū Tōyoko) |

## Movimento
La stazione è servita da treni locali, semiespressi, rapidi, espressi, espressi pendolari ed espressi rapidi.

## Interscambi
- Fermata autobus